# Уильямс, Роберт (профсоюзный деятель)
Роберт Уильямс (англ. Robert Williams; 1881, Суонси , Уэльс — 1 февраля 1936) — британский политический и профсоюзный деятель.

## Биография
Из рабочих. Получил низшее образование, вынужден был работать с 14-ти лет. Трудовую деятельность начал чернорабочим—докером, затем уборщиком и грузчиком угля в доках. В возрасте 16-летнем возрасте стал активным членом своего профсоюза — Национального объединённого союза чернорабочих. В 1909 году был избран председателем Национального объединенного союза чернорабочих (National Amalgamated Labourers Union). С 1910 по 1912 год также служил местным депутатом от отделения Лейбористской партии в Суонси.
На этом посту работал до 1912 года. Р. Уильямс принимал активное участие в организации Национальной федерации транспортников, оставаясь её секретарем с 1910 по 1925 год. Безуспешно пытался объединить организации в единый профсоюз. В Лейбористской партии вёл активную работу. Несколько лет был членом исполкома Лейбористской партии и в 1925—1926 годах — её председателем. Кроме того, с 1922 по 1930 год занимал должность генерального директора газеты «Daily Herald». Во время Первой мировой войны и до 1920—1921 года занимал левую позицию в рабочем движении, выступал против войны. Будучи сторонником Октябрьской революции в России, в 1920 году вступил в Коммунистическую партию Великобритании.
В 1920 году входил в состав делегации британских профсоюзных деятелей, которые приехали в Москву для переговоров об основании нового профсоюзного интернационала, участвовал в первом совещании революционных союзов в Москве, на котором был заложен фундамент Профинтерна, и принимал активное участие в Советах действий, боровшихся против интервенции в РСФСР. В 1921 году отказался поддержать забастовку горняков. С того времени стал ярым сторонником правого крыла в рабочем движении. Был исключен из Коммунистической партии и в следующем году возобновил своё членство в Лейбористской партии.
После удаления со всех постов рабочего движения, и не найдя постоянной работы, в 1936 году покончил жизнь самоубийством.